# Achaearanea micratula
Achaearanea micratula là một loài nhện trong họ Theridiidae.
Loài này thuộc chi Achaearanea. Achaearanea micratula được Richard C. Banks miêu tả năm 1909.